# Radini
Radini is een plaats in de gemeente Brtonigla in de Kroatische provincie Istrië. De plaats telt 111 inwoners (2001).